# 니시아카시역
니시아카시역(일본어: 西明石駅)은 일본 효고현 아카시시에 있는 서일본 여객철도의 철도역이다.

## 역 구조
신칸센 플랫폼과 재래선 폼이 크게 떨어져 있어 양 쪽을 잇는 과선교(재래선 히메지 쪽)는 공용 도로 위를 지난다. 이 과선교는 역 남측에 연결되지 않기 때문에 역 남측으로부터 신칸센을 타고자 하는 경우 재래선 플랫폼을 경유하게 된다. 2005년에 니시구치(西口) 대합실의 리뉴얼 공사가 시행된 결과, 대합실의 면적이 감소했다.

### 승강장
신칸센 승강장은 상대식 2면 2선으로 사이에 통과선이 2선 설치된 고가역이고, 재래선 승강장은 3면 6선의 섬식 승강장으로 지상 홈(다리 상의 역사)으로 되어 있다.
| 재래선 홈     | 재래선 홈    | 재래선 홈      | 재래선 홈                                                 | 재래선 홈                                                         |
| ------------- | ------------ | -------------- | --------------------------------------------------------- | ----------------------------------------------------------------- |
| 1             | ■JR 고베 선  | (상행 열차선)  | ■쾌속(일부)・■신쾌속                                      | 산노미야・오사카・교토 방면                                       |
| 2             | ■JR 고베 선  | (하행 열차선)  | ■보통(일부)・■신쾌속                                      | 가코가와・히메지・아보시・아이오이・가미고리 방면                 |
| 2             | ■JR 고베 선  | (하행 열차선)  | ■보통(일부)・■신쾌속                                      | 아코 선 직통 반슈아코 방면                                        |
| 3             | ■JR 고베 선  | (상행 전철선)  | ■보통(일부)・■쾌속                                        | 산노미야・오사카・다카쓰키・교토 방면                             |
| 3             | ■JR 고베 선  | (상행 전철선)  | ■보통(일부)・■쾌속                                        | JR 도자이 선 직통 기타신치・하나텐・시조나와테・마쓰이야마테 방면 |
| 4             | ■JR 고베 선  | (상행 전철선)  | ■보통                                                     | 산노미야・오사카・다카쓰키・교토 방면                             |
| 4             | ■JR 고베 선  | (상행 전철선)  | ■보통                                                     | JR 도자이 선 직통 기타신치・하나텐・시조나와테・마쓰이야마테 방면 |
| 5             | ■JR 고베 선  | (상행 전철선)  | ■보통                                                     | 산노미야・오사카・다카쓰키・교토 방면                             |
| 5             | ■JR 고베 선  | (상행 전철선)  | ■보통                                                     | JR 도자이 선 직통 기타신치・하나텐・시조나와테・마쓰이야마테 방면 |
| 5             | ■JR 고베 선  | （하행 전철선) | ■보통(주로 당역 시발)                                     | 가코가와・히메지・아보시・아이오이・가미고리 방면                 |
| 5             | ■JR 고베 선  | （하행 전철선) | ■보통(주로 당역 시발)                                     | 아코 선 직통 반슈아코 방면                                        |
| 6             | ■JR 고베 선  | （하행 열차선) | ■보통                                                     | 가코가와・히메지・아보시・아이오이・가미고리 방면                 |
| 6             | ■JR 고베 선  | （하행 열차선) | ■보통                                                     | 아코 선 직통 반슈아코 방면                                        |
| 신칸센 승강장 |              |                |                                                           |                                                                   |
| 11            | ■산요 신칸센 | （하행）       | 「히카리・사쿠라・히카리 레일스타」・「고다마」           | 오카야마・히로시마・하카타・구마모토・가고시마 방면               |
| 12            | ■산요 신칸센 | （상행）       | 「노조미」「히카리・히카리 레일스타・사쿠라」・「고다마」 | 신오사카・나고야・도쿄 방면                                       |

덧붙여 오사카・고베 방면으로부터의 보통 열차는 대부분 당역에서 종착한다. 그 때문에 아카시역 이서는 쾌속이 보통 열차로써 운전되지만 상행 쾌속 열차는 1개 역 전인 이 역에서 종별막이「보통」에서 「쾌속」으로 변한다. 또 평일의 아침과 심야 1시 대에 2편, 이 역에 서는 신쾌속이 있지만, 전자는 2번 승강장에서 오리카에시 할 수 없기 때문에 오쿠보역까지 회송 운전한다.
또, 열차선(1・2번 승강장)과 전철선(3 - 6번 승강장)과는 쾌속 열차의 정차역이 상이하다. 열차선(러시 아워 시간대에만 운전)의 쾌속 열차는 아카시역 이후 효고역까지 논스톱으로 운전되지만, 전철선의 쾌속 열차의 경우 도중의 마이코역, 다루미역, 스마역에 정차한다.
1・2번 승강장에는 발차 벨이 설치되어 있어(1번 승강장과 2번 승강장의 음정은 달라, 2번 승강장 쪽이 낮다. 또, 2002년까지는 2번 승강장의 벨의 음이 완전히 차이가 났다), 홈에 서 있는 관계자가 조작하는 마이크의 스위치로 조작한다. 보기 드물게 1번 승강장으로부터 열차가 발차할 때 잘못해 2번 승강장의 벨이 울리는 일이 있다.(그 반대의 경우도 있다.) 3번선에서도 10량 편성의 열차에 한해 차장이 확인하는 모니터(별명 ITV)가 없기 때문에 홈에 서있는 관계자가 서측 계단 부근에 있는 스위치의 조작으로 벨을 가동시킨다.
4・5번 승강장에서 발차하는 니시아카시 역 시발의 상행 열차 중에는 히메지 쪽의 유치선으로부터 출고되는 열차는 소정의 정차 표시의 앞에 잠깐 정차했다가 다시 정차 표시에 맞게 세운다.

## 인접한 역
| 서일본 여객철도 산요 신칸센                                  | 서일본 여객철도 산요 신칸센 | 서일본 여객철도 산요 신칸센 |
| ------------------------------------------------------------ | --------------------------- | --------------------------- |
| 신코베 도쿄 방면                                             | ■ 산요 신칸센 히카리 호     | 히메지 하카타 방면          |
| 신코베 신오사카 방면                                         | ■ 산요 신칸센 고다마 호     | 히메지 하카타 방면          |
| 서일본 여객철도 산요 본선                                    |                             |                             |
| 아카시 쓰루가 방면                                           | ■ JR 고베 선 신쾌속         | 가코가와 반슈아코 방면      |
| 아카시 나가하마 방면                                         | ■ JR 고베 선 쾌속           | 오쿠보 히메지 방면          |
| 아카시 교토 방면                                             | ■ JR 고베 선 보통           | 시·종착역                   |
| 니시아카시 이서의 보통은 대부분 이 역부터 쾌속으로 운행된다. |                             |                             |